# Waldeck-Pyrmont
Waldeck-Pyrmont var ett tyskt furstendöme och ingick i Tyska förbundet. Efter Tysklands enande år 1871 blev Waldeck-Pyrmont en förbundsstat i Kejsardömet Tyskland. Från år 1655 var Arolsen (nuvarande Bad Arolsen) huvudstad med 2 800 invånare (1910).

## Geografi och näringsliv
Furstendömet bestod av två skilda delar, en större, sydligare, det forna grevskapet Waldeck, omslutet av Preussen, samt ett mindre, nordligare, det av Hannover, Braunschweig och Lippe omgivna furstendömet Pyrmont. Tillsammans täckte de en areal av 1 121 km2 (något mindre än
Öland) och hade 61 700 invånare (1910).
Waldeck-Pyrmont genomdrogs av Rhenska skifferbergen och har ett ganska högt läge (Etteisberg 838 m ö.h.). Skogsarealen var 38 procent, åker och äng upptog 57 procent. Får- och svinaveln är rätt ansenlig. Järn, marmor, brunkol
och skiffer bröts.

## Historia
Omkring 1189 nämndes bröderna Widukind och Herman von Schwalenburg som grevar av Waldeck. Den förres sonson Adolf (1214–1270) utvidgade sitt hessiska stamgods, och släkten blev 1349 riksgrevlig. 1397 delad i grenarna Landau (utdöd 1495) och Waldeck, kom den 1438 i länsförhållande till Hessen, vilket faktiskt upphävdes 1806, då Rhenförbundet bildades, men rättsligt först 1847 av tyska förbundsdagen.

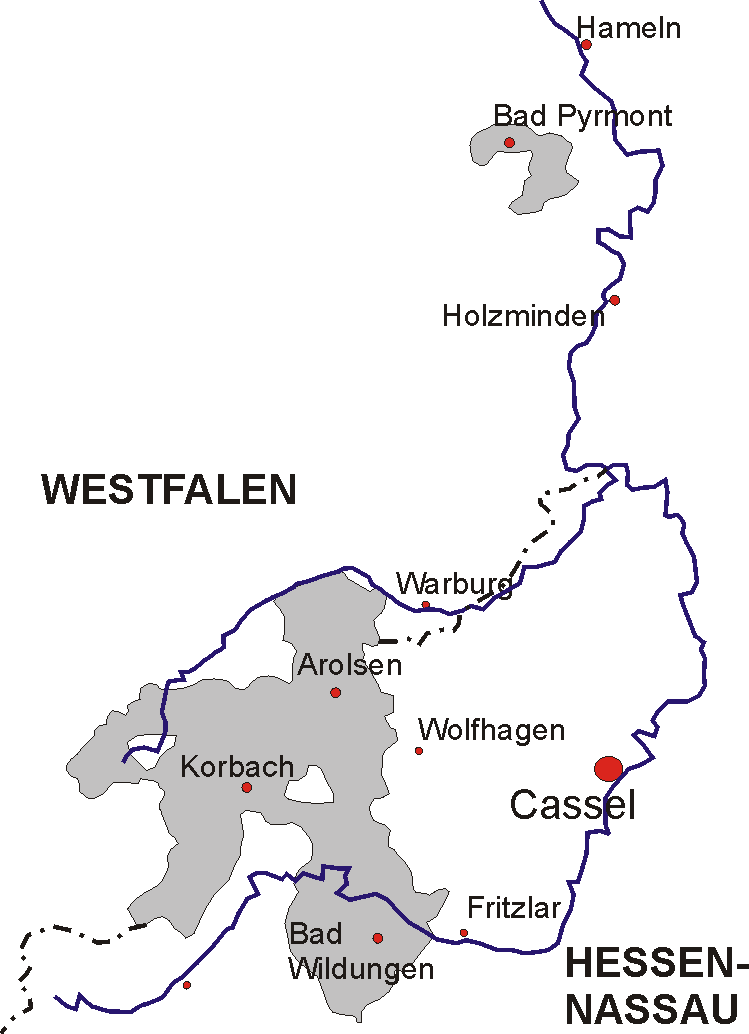
Furstendömet Waldeck-Pyrmont 1712–1921.

Grevarna av Waldeck förenades 1625 med Pyrmont och under Georg Fredrik 1682 furstlig och under hans kusins son Fredrik Anton Ulrik (1676–1728) 1712 riksfurstlig värdighet. De ofta delade släktgodsen hade samlats på en hand av dennes fader Kristian Ludvig (död 1706), vars yngre son Josias (1696–1763) blev stamfader för den grevliga ätt Waldeck, som 1757–1863 innehade även en del av det 1806 mediatiserade grevskapet Limpurg i Württemberg, vilken genom gifte sedermera kom till en gren av huset Bentinck.
År 1806 ingick Waldeck-Pyrmont i Rhenförbundet, 1815 som suverän medlem i Tyska förbundet, och 1816 fick det av furst Georg Henrik Fredrik (1813–1845) en konstitutionell författning, som av hans änka Emma 1849 reformerades i demokratisk anda. År 1866 slöt sig Waldeck-Pyrmont till Preussen, inträdde i Nordtyska förbundet och överlämnade (från 1867 på 10 år, från 1887 på obestämd tid) sin statsförvaltning åt Preussen.
Vid tyska revolutionen i november 1918 proklamerades Fristaten Waldeck-Pyrmont, och furst Fredrik (1865–1946) avsade sig tronen. Enligt den provisoriska författningen av 15 april 1919 bestod lantdagen av 21 deputerade. Förvaltning och finanser sköttes fortfarande av Preussen.